# Knowledge Is King
Knowledge Is King è il terzo album in studio del rapper statunitense Kool Moe Dee, pubblicato nel 1989.

## Tracce
1. They Want Money
2. The Avenue
3. I Go to Work
4. All Night Long
5. Knowledge is King
6. I'm Hittin' Hard
7. Get the Picture
8. I'm Blowin' Up
9. The Don
10. Pump Your Fist
11. Let's Go